# Judd Winick

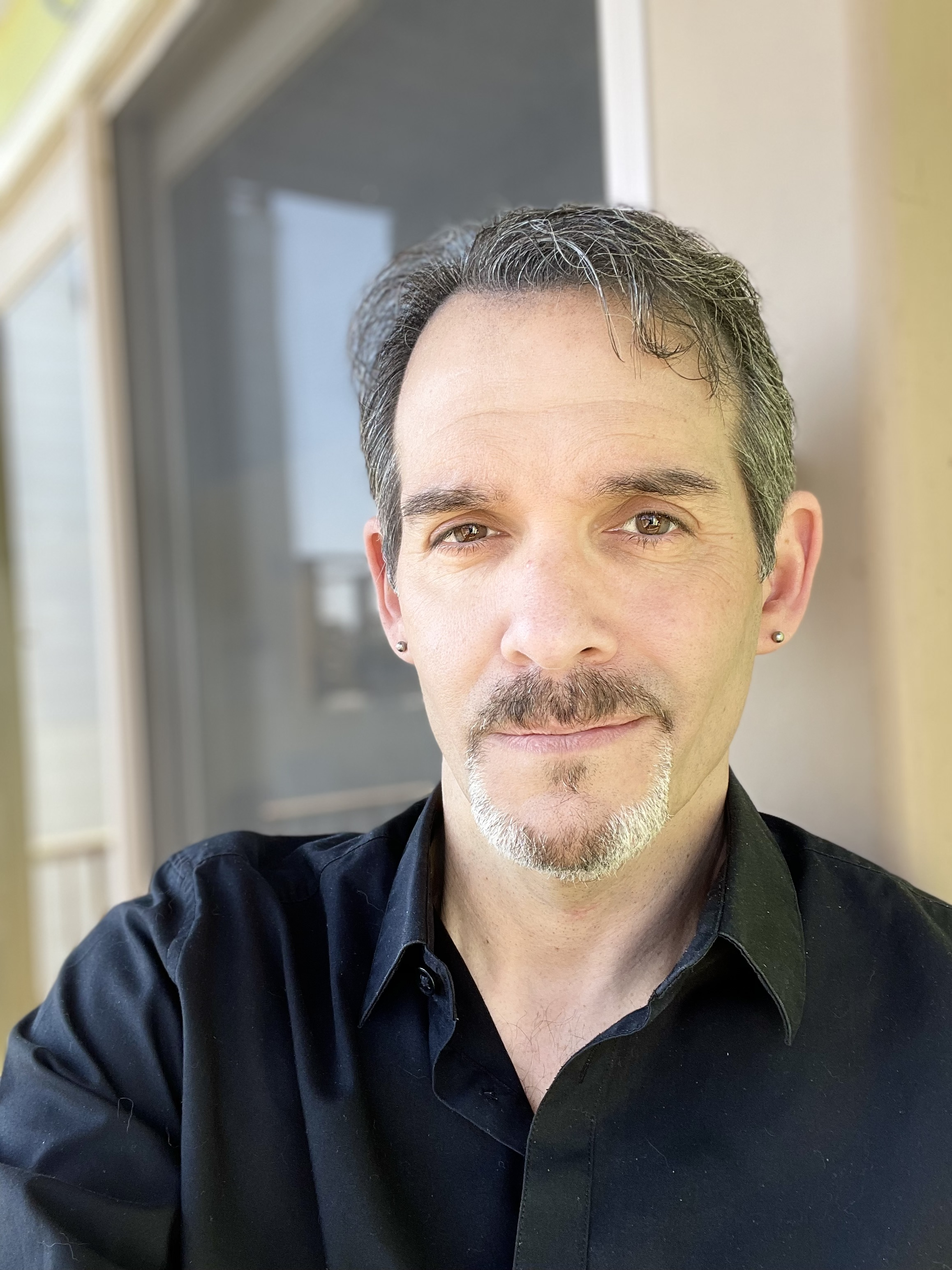
Judd Winick (2023)

Judd Winick (* 12. Februar 1970 auf Long Island, New York) ist ein US-amerikanischer Comicautor und -zeichner.

## Leben und Wirken
Winick wuchs in Massachusetts auf, wo er 1988 auch die High School abschloss. Danach begann er – beeinflusst durch die Arbeit der Cartoonisten Garry Trudeau und Berkeley Breathed –, an der Ann Arbor’s School of Art Kunst zu studieren. Während dieser Zeit legte Winnick mit Nuts and Bolts, einem Comicstrip, der in der Michigan Daily, der Campus-Zeitung der Ann Arbor’s School, publiziert wurde, auch seine erste veröffentlichte Arbeit vor. 
Nach dem Abschluss seines Studiums veröffentlichte Winick unter dem Titel Spin Cycle: The Nuts & Bolts Collections eine kleine Sammlung seiner Comicstrips. Eine ursprünglich durch das Universal Press Syndicate, dem Vertreiber so bekannter Cartoons wie Calvin & Hobbes, in Aussicht gestellte landesweite Veröffentlichung von Nuts and Bolts in verschiedenen Tageszeitungen kam schließlich doch nicht zustande.
1994 nahm Winick an der MTV-Show The Real World: San Francisco teil, während der er seine spätere Frau Pam Ling – die er 2001 heiratete – kennenlernte und mit der er ein 2005 geborenes Kind hat.
Im weiteren Verlauf der 1990er erschienen Arbeiten wie Frumpy the Clown und Road Trip die zumeist in der von Oni Press vertriebenen Anthologie Oni Double Feature #14 veröffentlicht wurden. Es folgten die 1999 von Image Comics veröffentlichte Miniserie The Adventures of Barry Ween. Boy Genius. Darüber hinaus designte er die Illustrationen für die populäre Info-Buch-Reihe The Complete Idiot’s Guide to … (z. B. The Complete Idiot’s Guide to Internet, auf Deutsch als Internet für Dummies).
2000 veröffentlichte Winick den einfühlsamen Comicroman Pedro and Me: Friendship, Loss, and What I Learned über seine Freundschaft und den Tod des an AIDS erkrankten Pedro Zamora. Der Band wurde mit zahlreichen Preisen – darunter sechs American Library Association Awards, der GLAAD Award und dem Bay Area Book Reviewers Award in der Kategorie Bestes Kinderbuch – ausgezeichnet sowie in die „Young Adult Literature Highly Recommended List“ des US-Bildungsministeriums und sogar in die Lehrpläne verschiedener US-Schulen aufgenommen.

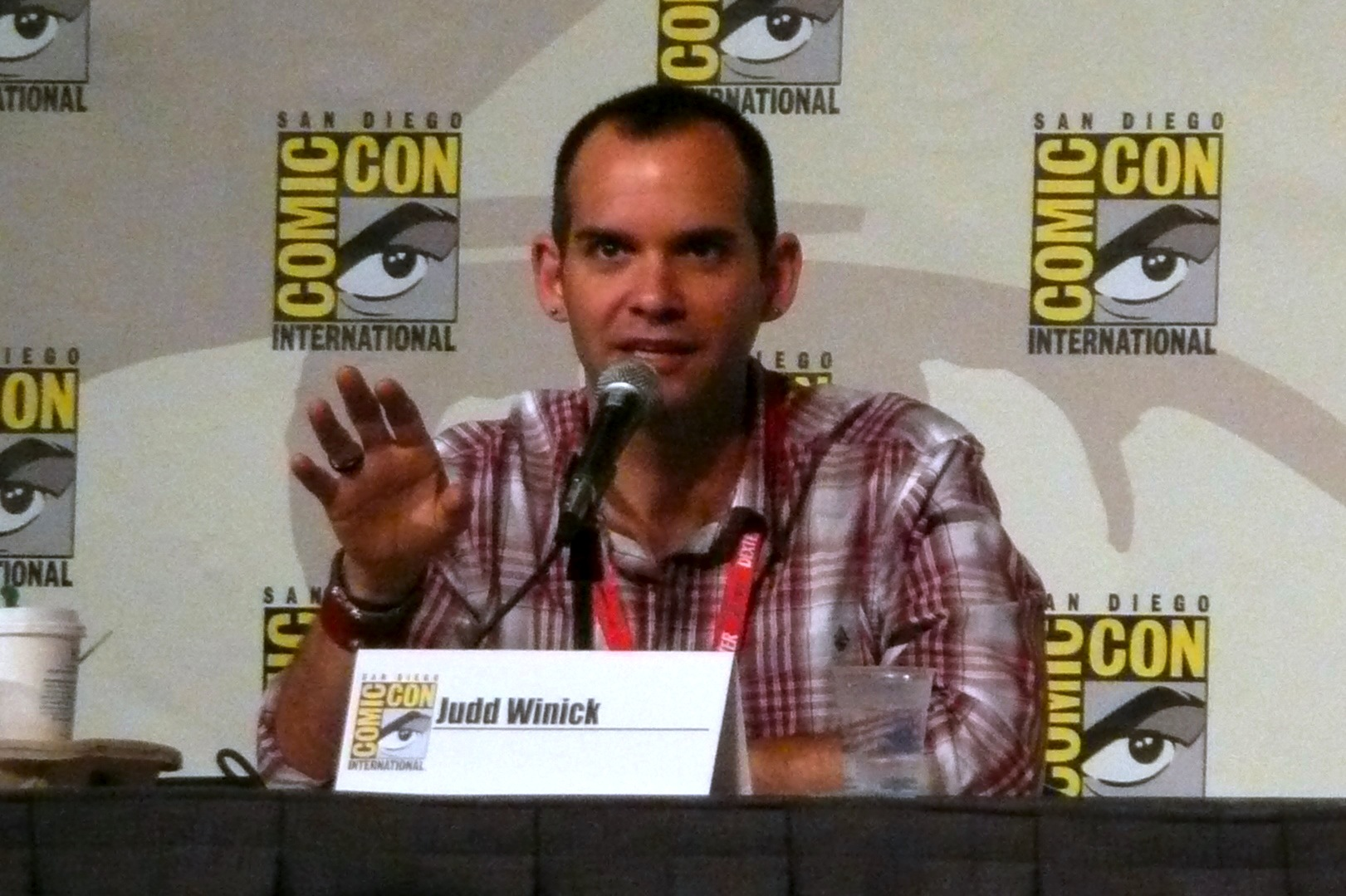
Winick auf der San Diego Comic-Con (2010)

2001 übernahm Winick die Autorenpflichten für die traditionsreiche Science-Fiction-Serie Green Lantern die er bis 2003 schreiben sollte. Seine künstlerischen Partner an Green Lantern waren dabei die Zeichner Darryl Banks und Romeo Tanghal. 2003 wurde Winick als Nachfolger von Kevin Smith als Autor der Abenteuerserie Green Arrow engagiert. Sowohl Green Lantern als auch Green Arrow erfuhren während Winicks Autorenschaft ein ungewöhnliches Maß an medialer Aufmerksamkeit, was vor allem dem Umstand geschuldet war, dass dieser nicht davor zurückscheute, für Mainstream-Comics äußerst unübliche Themen wie Homosexualität und HIV aufzugreifen, sie logisch in die fiktive Handlung zu integrieren, sie zugleich aber auch durch erkennbar in die „wahre Welt“ hineinragende gesellschaftskritische Reflexionen zu flankieren. So wurde er unter anderem in die MSNBC-Talkshow von Phil Donahue eingeladen und von dem Nachrichtensender CNN interviewt.
Weitere Titel, an denen Winick in den 2000er Jahren arbeitete, waren die Serien Batman, The Outsiders und Titans East (2007) für DC-Comics sowie Exiles für Marvel Comics, die vierteilige Miniserie Superman/Shazam: First Thunder, die zwölfteilige, von Howard Porter illustrierte Maxiserie The Trials of Shazam und die Miniserie Blood & Water für DCs Vertigo-Imprint.
Für den Zeichentricksender Cartoon Network schuf Winick 2005 die Serie The Life and Times of Juniper Lee, die es auf drei Staffeln brachte.